# Édouard Aynard

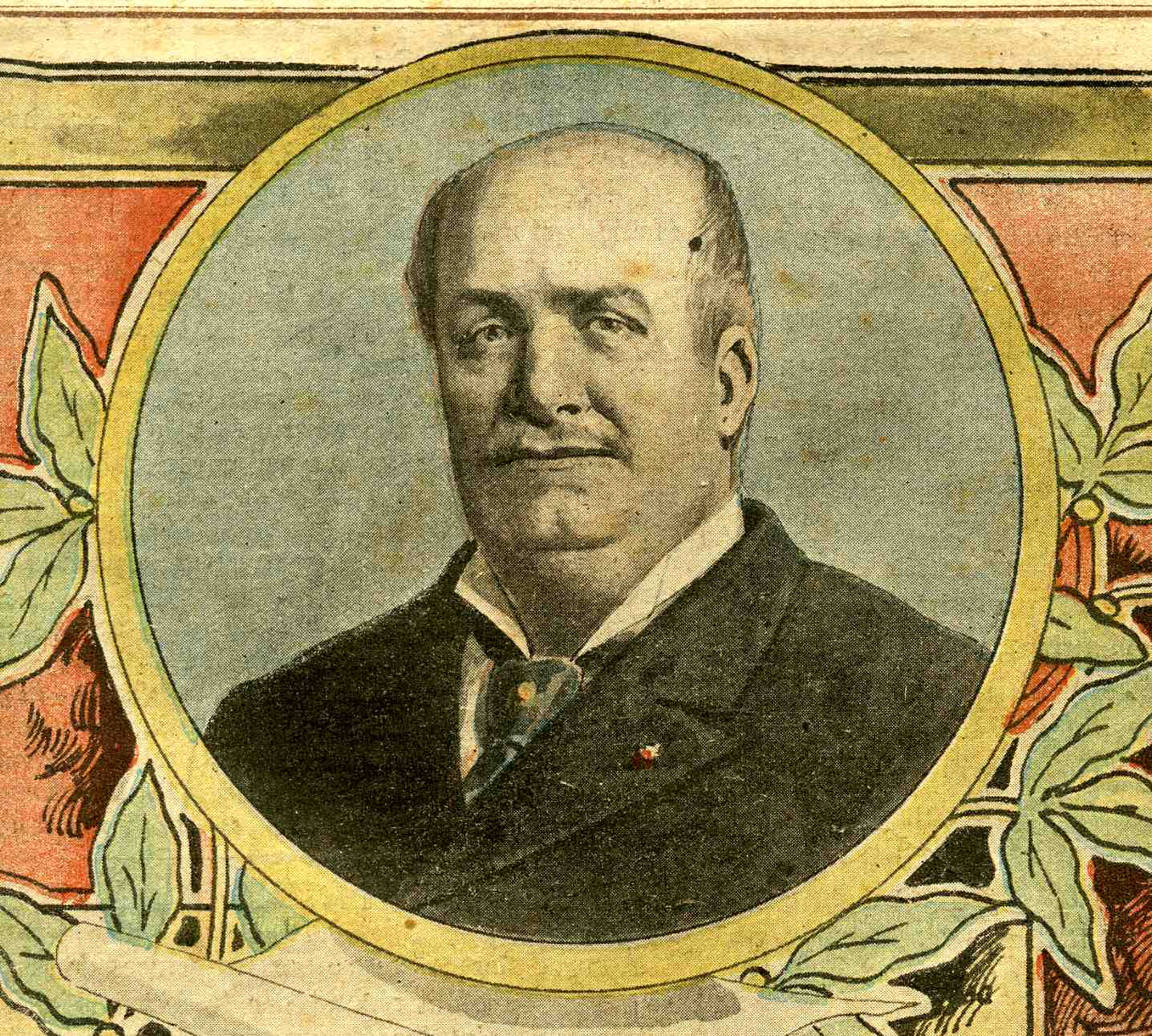
Édouard Aynard.

Édouard Aynard, född den 1 januari 1837 i Lyon, död den 25 juni 1913 i Paris, var en fransk politiker.
Aynard, som tillhörde en ansedd bankirfamilj, inträdde vid unga år i bankens styrelse, blev sedermera dess chef och gjorde sig bemärkt som en bland sin hemstads främsta kommunalmän. Han invaldes i deputeradekammaren 1889 och tillhörde den till sin död (han avled i Palais Bourbon, drabbad av en hjärtattack, då han stod i begrepp att ta till orda i en skollagsdebatt). Aynar var ivrig frihandlare av Léon Says skola och tog livlig del i debatter om finans- och skolfrågor, bekämpande radikalerna (så bland annat även i frågan om skilsmässa mellan stat och kyrka 1905). Aynard var även en bildad konstsamlare, lät restaurera cistercienserklostret i Fontenay och var styrelseordförande för Lyons museer. Han blev 1901 ledamot av Académie des beaux-arts.